# Yoshimi Katayama
Yoshimi Katayama (Japans: 片山 義美, Katayama Yoshimi) (Hyogo prefectuur, 15 mei 1940 – 26 maart 2016) was een Japans auto- en motorcoureur.

## Carrière

### 1964

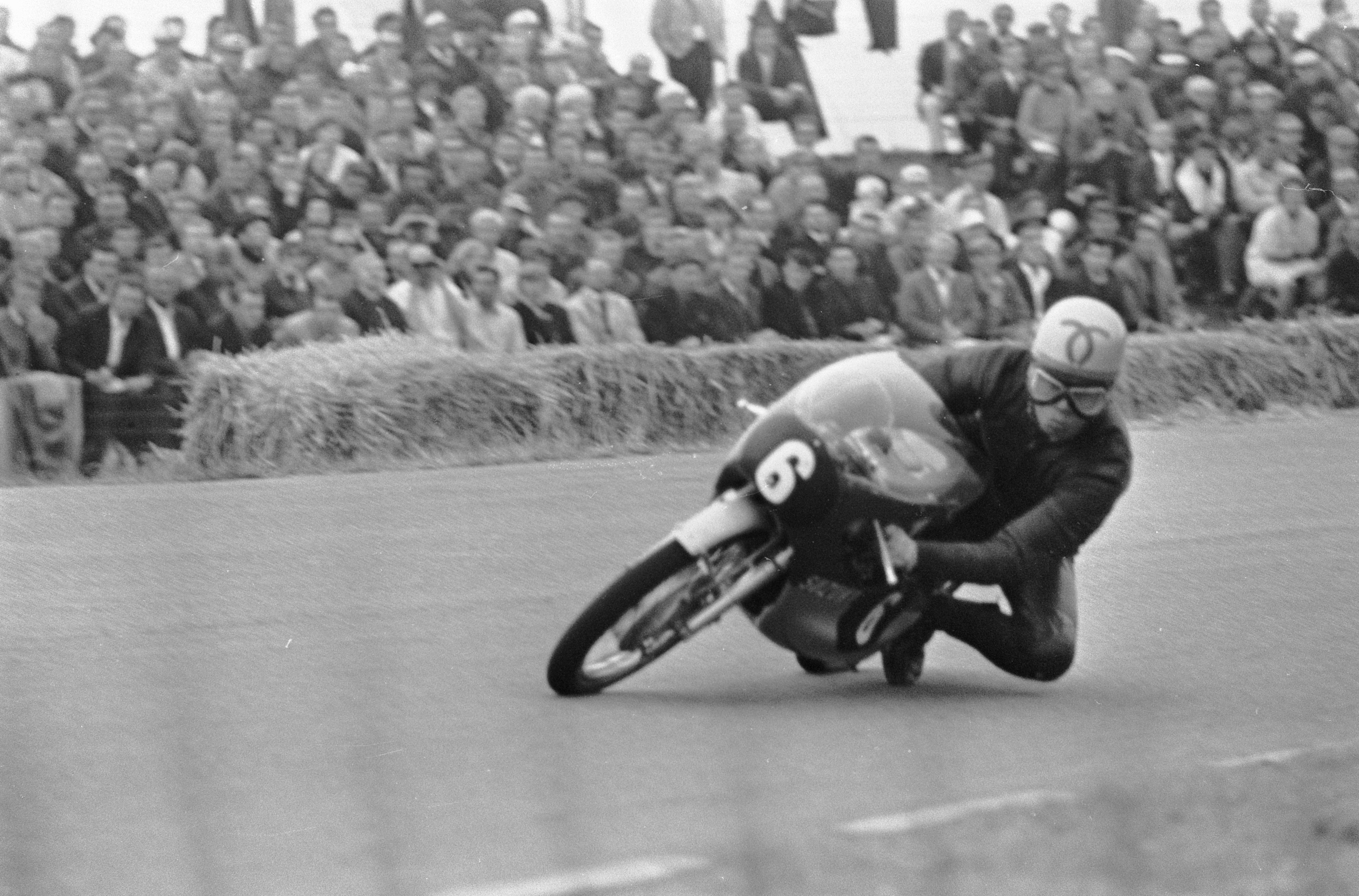
Yoshimi Katayama tijdens de 125cc-race van de TT van Assen van 1967.

Yoshimi Katayama debuteerde in de wereldkampioenschap wegrace in het seizoen 1964, toen hij van werkgever Suzuki mocht starten in de 125cc-race van de GP van Japan en derde werd. Zoals al zijn Japanse collega's (Mitsuo Itoh, Isao Morishita en Teisuke Tanaka) speelde hij een rol op de achtergrond als testrijder en af en toe als deelnemer aan een Grand Prix. De hoofdrollen waren weggelegd voor "Westerse" coureurs als Hugh Anderson, Ernst Degner, Frank Perris en Bert Schneider. Testwerk was er ook genoeg, want in 1964 werkte men bij Suzuki aan de ontwikkeling van de 125cc-viercilinder RS 64 en de 250cc-viercilinders RZ 64 en RZ 65. Katayama introduceerde als eerste de hang er naast en knie aan de grond stijl in de wegrace, een manier van rijden die begin jaren '70 vooral bekendheid kreeg door Jarno Saarinen en Barry Sheen en die nu door vrijwel elke coureur wordt toegepast.

### 1965
De ontwikkeling bij Suzuki ging in het seizoen 1965 volop door, niet alleen aan de RZ 65, maar ook aan twee 125cc-machines: De square four RS 65 en de V3 RJ 66. Halverwege het seizoen stuurde Suzuki hem voor enkele GP's naar Europa: Hij reed de 250cc-Suzuki RZ 65 naar vierde plaatsen tijdens de TT van Assen en de GP van België, maar hij versloeg in Assen teamgenoot en WK-leider Hugh Anderson met 0,2 seconde verschil in de strijd om de tweede plaats. 

### 1966
Aan het einde van het seizoen 1965 had Suzuki de ontwikkeling van de 250cc-racers opgegeven. Zo werd het werkterrein van Yoshimi Katayama in het seizoen 1966 verplaatst naar de 50cc-klasse, waarvoor Suzuki ook voormalig Kreidler-coureur Hans Georg Anscheidt had aangetrokken. Katayama scoorde een tweede plaats in de natte 125cc-race van de GP van de DDR en dat was de eerste podiumplaats voor Suzuki in dit seizoen. Het was in de 125cc-klasse niet alleen kansloos tegen de Yamaha RA 31, maar ook tegen de Honda RC 149. Tijdens de GP van Japan ontbrak Honda uit protest tegen het gevaarlijke circuit. Yoshimi Katayama werd in de 125cc-race tweede en won de 50cc-race voor zijn teamgenoten Anscheidt, Anderson en Itoh.

### 1967

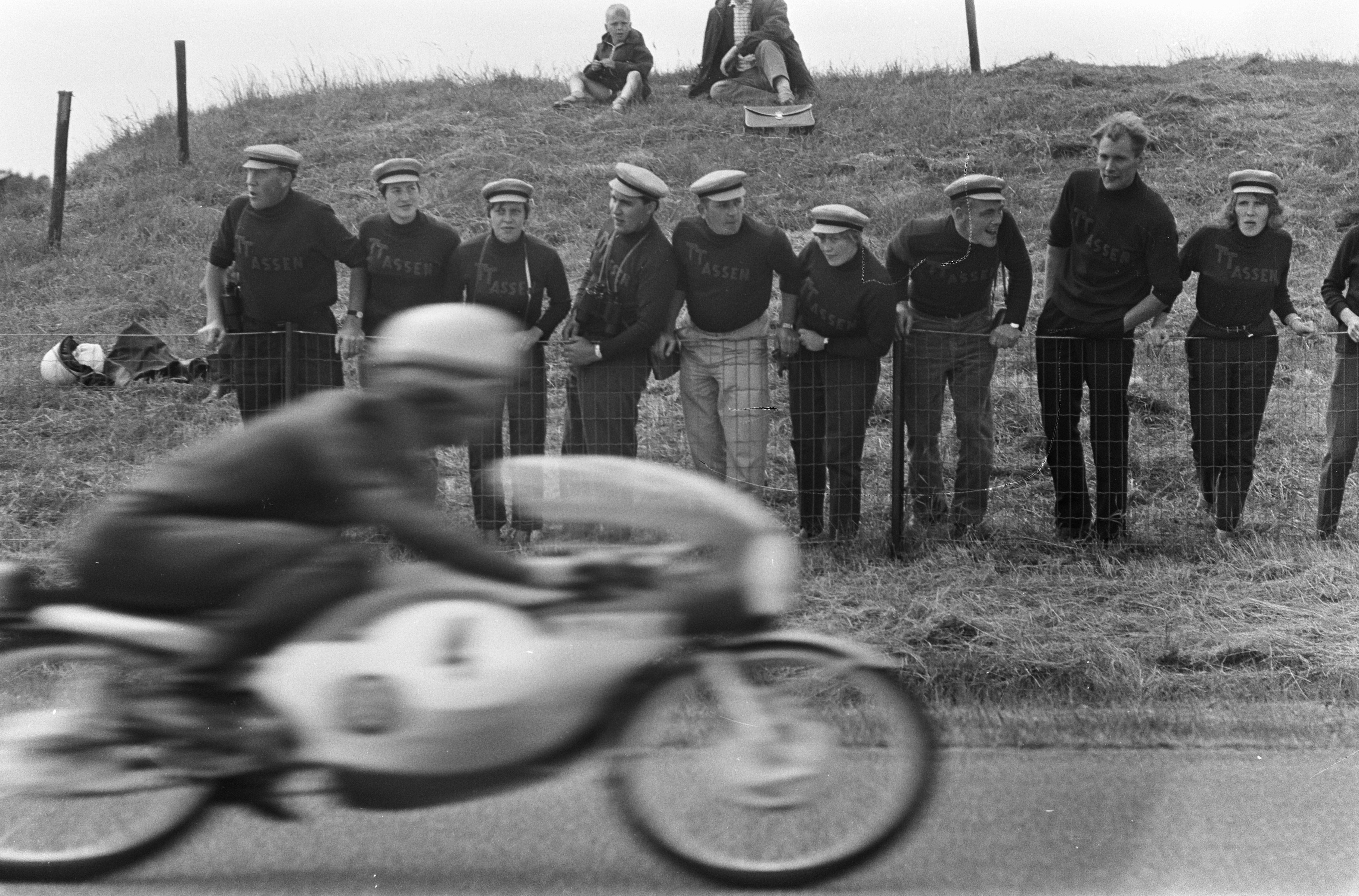
Duitse supporters wachten tijdens de TT van Assen op Hans Georg Anscheidt, maar hier schiet Yoshimi Katayama door het beeld.

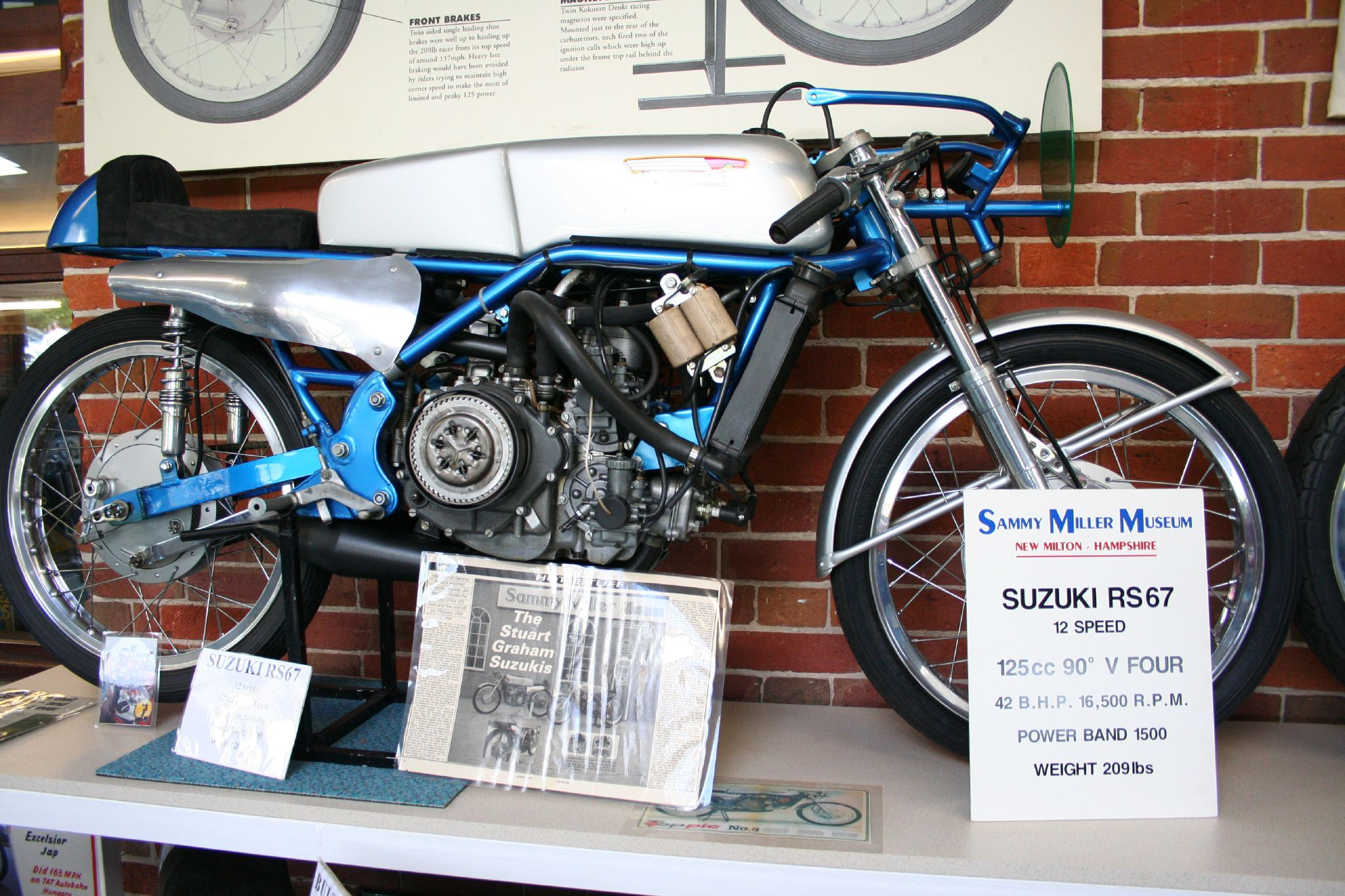
125cc-Suzuki RS 67

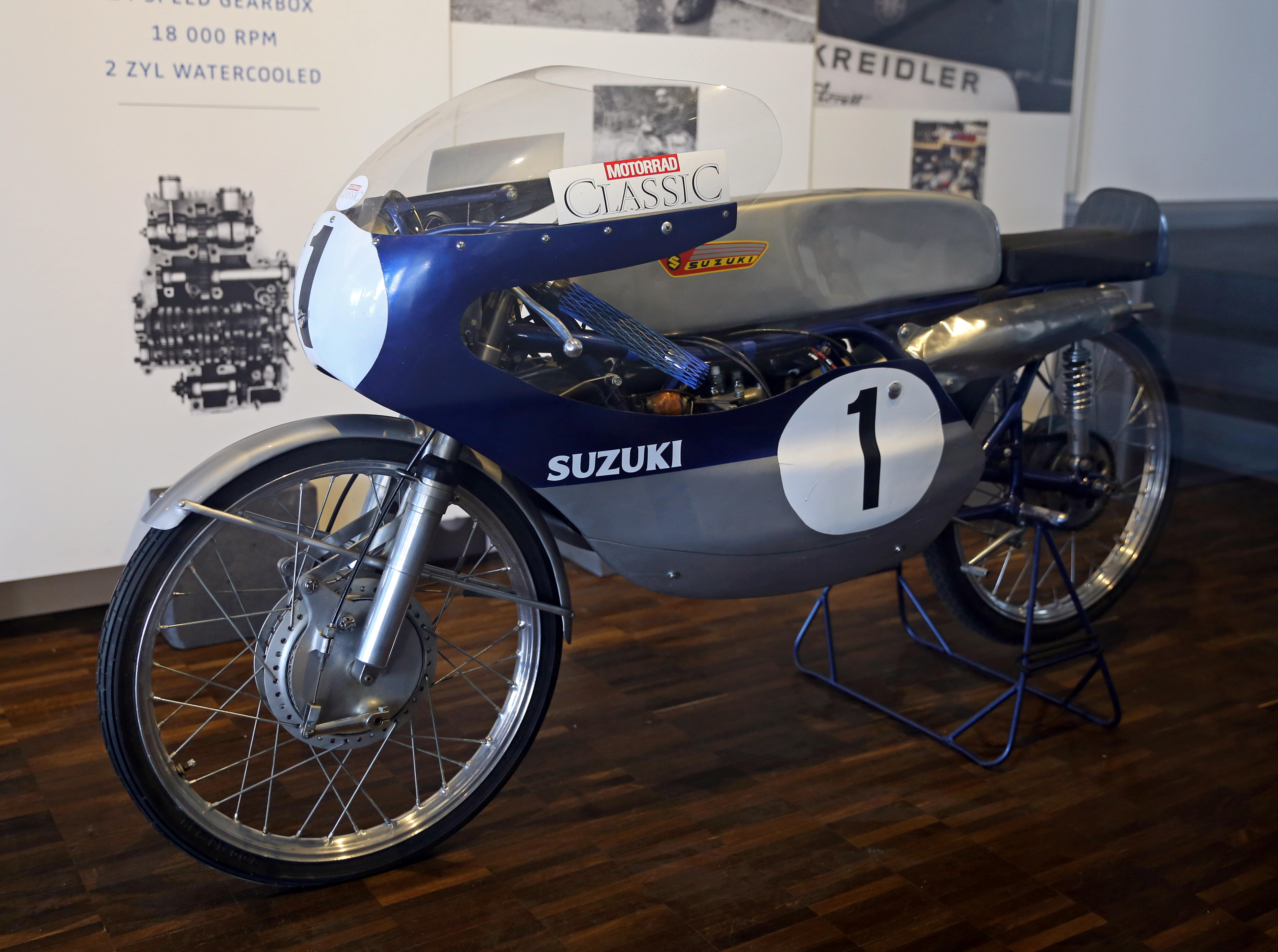
50cc-Suzuki RK 67

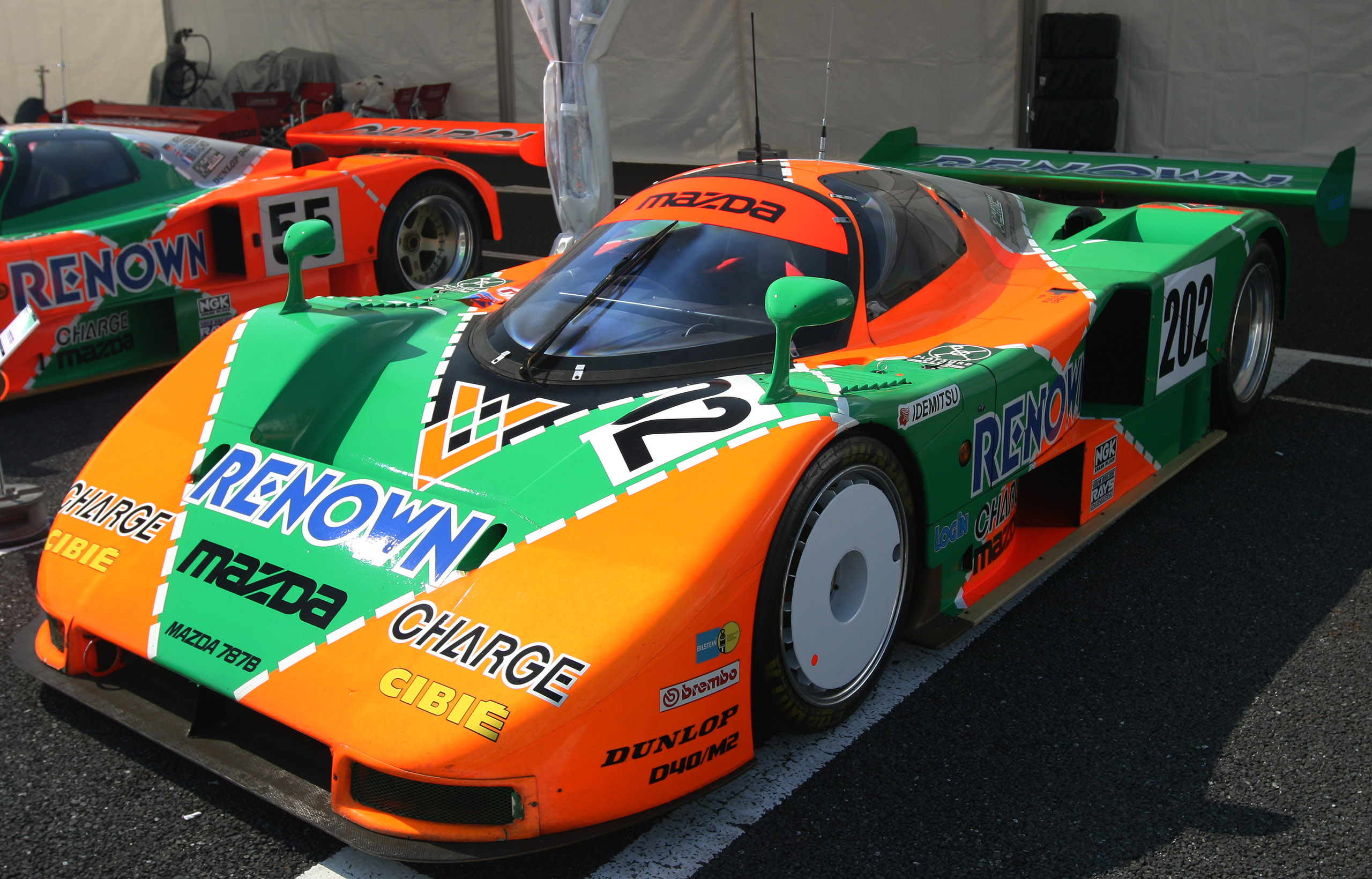
Mazda 787B

In het seizoen 1967 stuurde Suzuki Yoshimi Katayama voor een half seizoen naar Europa. Voor de 50cc-klasse was dat een bijna volledig seizoen, want na de GP van België op 2 juli brak er een pauze aan tot aan de GP van Japan op 14 oktober. Tijdens de GP van Spanje werd Katayama derde in de 125cc-race en tweede in de 50cc-race. Tijdens de GP van Duitsland won hij de 125cc-race, waardoor hij aan de leiding van de WK-stand kwam te staan. In de GP van Frankrijk en de TT van Assen won hij de 50cc-races. In de Belgische Grand Prix werd hij in de 50cc-race tweede, nadat hij een ronderecord had gereden. Ook in de 125cc-GP van Tsjecho-Slowakije reed hij de snelste ronde, maar hij viel (niet voor het eerst in dit seizoen) uit door een vastloper. Hierna werd hij teruggeroepen naar Japan om de nieuwe 125cc-Suzuki RS 67U te testen.  
De RS 67U zou echter niet meer worden ingezet. Aan het einde van het seizoen 1967 trok Suzuki zich in navolging van Honda terug uit de wegracerij. Noodgedwongen stopten een groot aantal coureurs, waaronder Yoshimi Katayama.
Katayama ging zich later wel bezighouden met autoraces met de Mazda RX-3 en later de Mazda RX-7 en de Mazda 787B, tot hij daar in de jaren negentig mee stopte. 

## Resultaten wereldkampioenschap wegrace
(Cursief weergegeven races geven de snelste ronde aan)
| Jaar | Klasse | Team   | Motorfiets     | 1       | 2       | 3     | 4       | 5       | 6     | 7       | 8       | 9       | 10      | 11      | 12      | 13    | Punten | Plaats | Overwinningen |                                    | Wereldkampioen |
| ---- | ------ | ------ | -------------- | ------- | ------- | ----- | ------- | ------- | ----- | ------- | ------- | ------- | ------- | ------- | ------- | ----- | ------ | ------ | ------------- | ---------------------------------- | -------------- |
| 1964 | 125 cc | Suzuki | Suzuki RT 64 A | VST -   | SPA -   | FRA - | IOM -   | NED -   |       | DUI -   | DDR -   | ULS -   | FIN -   | NAT -   | JAP 3   |       | 4      | 11e    | 0             | Luigi Taveri, Honda 2RC 146        |                |
| 1965 | 125 cc | Suzuki | Suzuki RT 65   | VST -   | DUI -   | SPA - | FRA -   | IOM DNF | NED 2 |         | DDR -   | TSL -   | ULS -   | FIN -   | NAT -   | JAP - | 6      | 11e    | 0             | Hugh Anderson, Suzuki RT 65        |                |
| 1965 | 250 cc | Suzuki | Suzuki RZ 65   | VST -   | DUI -   | SPA - | FRA -   | IOM -   | NED 4 | BEL 4   | DDR -   | TSL -   | ULS -   | FIN -   | NAT -   | JAP - | 6      | 14e    | 0             | Phil Read, Yamaha RD 56 / RD 05    |                |
| 1966 | 50 cc  | Suzuki | Suzuki RK 66   | SPA DNF | DUI -   |       | NED 5   |         |       |         |         |         | IOM DNF | NAT -   | JAP 1   |       | 10     | 5e     | 1             | Hans Georg Anscheidt, Suzuki RK 66 |                |
| 1966 | 125 cc | Suzuki | Suzuki RT 66   | SPA -   | DUI -   |       | NED DNF |         | DDR 2 | TSL -   | FIN 5   | ULS -   | IOM -   | NAT -   | JAP 2   |       | 14     | 6e     | 0             | Luigi Taveri, Honda RC 149         |                |
| 1967 | 50 cc  | Suzuki | Suzuki RK 67   | SPA 2   | DUI DNF | FRA 1 | IOM DNF | NED 1   | BEL 2 |         |         |         |         |         |         | JAP - | 28     | 2e     | 2             | Hans Georg Anscheidt, Suzuki RK 67 |                |
| 1967 | 125 cc | Suzuki | Suzuki RT 67   | SPA 3   | DUI 1   | FRA 3 | IOM DNF | NED 4   |       | DDR DNF | TSL DNF | FIN DNS | ULS DNS | NAT DNS | CAN DNS | JAP - | 19     | 4e     | 1             | Bill Ivy, Yamaha RA 31             |                |